# Intervalle (animation)
Dans un film d'animation, un intervalle est un dessin entre deux poses clés qui donne l'illusion du mouvement. Le professionnel qui effectue cette tache est un intervalliste.